# Sisu Polar
Sisu Polar — сімейство вантажівок, що виробляється на фінському підприємстві Sisu Auto. Воно прийшло на ринок в 2011 році. Серія включає в себе два основних варіанти DK12M і DK16M. "К" означає високу кабіну, число означає об'єм двигуна в літрах і "М" означає кабіну над двигуном. З серпня 2010 р фірма Sisu Auto уклала контракт на поставку основних комплектуючих від компанії Daimler AG, яка поставляє деякі ключові компоненти: кабіни від Mercedes-Benz Actros і двигуни: 
- 11,95 л MB OM 501 LA V6 476 к.с. (2011–2013)
- 15,92 л MB OM 502 LA V8 551-598 к.с. (2011–2013)
- 12,81 л MB OM 471 І6 421-510 к.с. (2014– )
- 15,56 л MB OM 473 І6 517-625 к.с. (2014– )

Автомобілі пропонуються в наступних комплектаціях:
- Стандарт: 6×2, 6×4, 8×2, 8×4, 10×2, 10×4
- Бездоріжжя: 6×4, 6×6, 8×8